# Haubitz + Zoche
Haubitz + Zoche waren ein deutsches Künstlerinnenduo mit Sabine Haubitz und Stefanie Zoche.

## Leben und Werk
Die Künstlerinnen Sabine Haubitz und Stefanie Zoche arbeiteten von 1998 bis 2014 zusammen und präsentierten ihre Arbeiten unter dem Namen Haubitz + Zoche. Im März 2014 ist Sabine Haubitz tödlich verunglückt. Stefanie Zoche hat das Werk, das die Handschrift beider Künstlerinnen trägt, in eigenem Namen fortgesetzt.
Sabine Haubitz (1959–2014) hat in Berlin und München, Stefanie Zoche (* 1965) in Perpignan und London Kunst studiert. Als Künstlerinnenduo arbeiteten sie in den Bereichen Fotografie, Videoskulptur und Rauminstallation. Die Auseinandersetzung mit dem Stadtraum und die Sensibilisierung für darin wirkende Mechanismen war ein zentrales Anliegen der Künstlerinnen, die auch zahlreiche Projekte im öffentlichen Raum realisierten.
In den späten Jahren der Zusammenarbeit rückten ökologische Themenkomplexe wie die Klimakrise, der Anstieg des Meeresspiegels und der Umgang mit Ressourcen in den Fokus ihrer Arbeit.
Haubitz + Zoche waren mit ihren Werken in zahlreichen nationalen und internationalen Ausstellungen vertreten, 2012 wurde ihre Videoskulptur „Vertigo“ auf der Havanna Biennale präsentiert. Für ihr Fotobuch „Sinai Hotels“ erhielten sie 2007 den deutschen Fotobuchpreis, für „Hybrid Modernism“ 2016 den Deutschen Architektur-Fotobuchpreis.

## Ausstellungen

### Einzelausstellungen (Auswahl)
- 2022: Medienkunst im Fokus – Teil III, Sammlung+, Pinakothek der Moderne[2]
- 2018: Haubitz + Zoche, Postkoloniale Erleuchtung. Kirchen und Kinos in Südindien, Reiss-Engelhorn-Museen/Zephyr – Raum für Fotografie, Mannheim[3]
- 2014: Hybrid Modernism. Movie Theatres in South India, Nusser & Baumgart, München
- 2012: Facelift, Landesgalerie Linz  (Kat.)
- 2010: Alice und Aladin oder die Logik der Attraktion, Kunstmuseum Heidenheim
- 2010: Facelift, Nusser & Baumgart, München
- 2008: Schiffbruch, Tod und Teufel, Neue Galerie im Höhmannhaus, Augsburg
- 2008: Sinai Hotels, Architekturzentrum Wien, Österreich
- 2007: The lighthouse project, Kunsthallen Nikolaj, Kopenhagen, Dänemark
- 2007: 2027, seven screens, Osram Art Projects, München (Kat.)
- 2007: Sinai Hotels, Goethe-Institut, London/UK; ROM, Architektur und Kunst, Oslo, Norwegen
- 2007: Sinai Hotels, ROM, Architektur und Kunst, Oslo / Stiftelsen3,14, Bergen
- 2006: Sinai Hotels, Forum 03, Fotomuseum im Stadtmuseum, München (Kat.)
- 2006: On stage, montags bei petula park, Städtische Galerie im Lenbachhaus, München (Kat.)
- 2006: Musterschau, Modell Regina, Kunstverein Aichach
- 2004: Dentro lo specchio, Studio la Città, Verona, Italien (Kat.)
- 2002: Shift, Maximiliansforum, München
- 2001: Spion, Neue Galerie Dachau (Kat.)
- 2001: Immersion, Magidson Fine Art, New York, USA

### Gruppenausstellungen
- 2022: Mix & Match. Die Sammlung neu entdecken, Pinakothek der Moderne, München[4]
- 2014: Vertigo, Fünf-Seen-Filmfest Stanberg, Filmfest Landshut
- 2013: Vertigo, Emscher Kunst, Duisburg (Kat.)
- 2013: Vanity Flair, Haus der Kunst, München (Kat.)
- 2012: Vertigo, Videoskulptur, Biennale Havanna, Kuba
- 2011: Utilitias interrupta, Experimenta, Lissabon
- 2010: Dreamlands, Centre Pompidou, Paris (Kat.)
- 2010: Rethink Kakotopia, Kunsthallen Nikolaj, Kopenhagen, Dänemark / Tensta Konsthall Stockholm, Schweden (Kat.)
- 2009: Gradwanderung, Künstler reagieren auf den Klimawandel, Kunsthaus Kaufbeuren
- 2007: Fokus Ägypten, Kunstverein Hildesheim (Kat.)
- 2007: Scheitern, Landesmuseum Linz, Österreich (Kat.)
- 2007: vistazo, Museo Carrillo Gil, Mexiko-Stadt (Kat.)
- 2002: Aquaria, Städt. Landesmuseum Linz, Österreich / Städtische Kunstsammlungen, Chemnitz  (Kat.)
- 2001: Under Water, Museum Bellerive, Zürich (Kat.)

## Projekte im öffentlichen Raum
- 2014: Modell Lucy, Skulptur im öffentlichen Raum von Bayreuth
- 2012: sieben Flieger, Rad- und Fußgängertunnel Pasing, München
- 2009: Landungssteg, Skulptur, Stadtbrücke Hallein, Hochbauamt Salzburg
- 2007: 2027, Videoinstallation, SEVEN SCREENS, Osram Art Projects, München (Kat.)
- 2005: Reflections, Rauminstallationen und Fotoarbeiten, Bankhaus Wölbern, Hamburg (Kat.)
- 2004: Pixeltransfer, interaktive Lichtinstallation, Universität für Biologie, Martinsried (Kat.)
- 2002: Luftsprung, Fotoinstallation, Deka Bank, Luxemburg (Kat.)
- 2001: Treppenauge, Bodenmosaik und Wandmalerei, Allianz, München (Kat.)
- 2000: Analog Dialog, Skulptur, Microsoft, Unterschleissheim
- 1999: Gezeiten, Fotoinstallation, Seidl 24, München (Kat)
- 1999: Shifting Horizons, kinetische Skulptur, Schwabinger Krankenhaus, München
- 1998: Sleeper, Fotoinstallation im Maastunnel, Rotterdam (CD-Rom)

## Auszeichnungen (Auswahl)
- 1999: Prinzregent-Luitpold-Stipendium
- 2006: Deutscher Fotopreis 2006/2007 für das Buch Sinai Hotels (Verlag Fotohof, Salzburg, ISBN 3-901756-64-7.)
- 2017: DAM Architectural Book Award für das Buch Hybrid Modernism, Spectorbooks

## Publikationen
- 2016 Haubitz+Zoche HYBRID MODERNISM – Movie Theatres in South India. Spector Books, Leipzig, ISBN 978-3-95905-077-7.[5]
- Emscherkunst 2013, Hatje Cantz Verlag, 2013, ISBN 3-7757-3624-7.
- 2012 Haubitz+Zoche FACELIFT Salzburg: Edition Fotohof. ISBN 978-3-902675-64-4[6].
- 2009 Haubitz+Zoche, FLIEGENDE BAUTEN. Nürnberg: Verlag für Moderne Kunst, ISBN 978-3-941185-65-4.
- 2006 Haubitz+Zoche SINAI HOTELS. Salzburg: Edition Fotohof. ISBN 978-3-901756-64-1[7].
- 2004 Haubitz+Zoche, DENTRO LO SPECCHIO. Studio la Città, Verona, 2004.
- 2002 Haubitz+Zoche, SPRINGER UND WASSERSPIEGEL. Verlag Walter Storms, München, 2002 ISBN 3-927533-28-9.
- 2001 Haubitz+Zoche, SPION. Neue Galerie Dachau.